# 欧当归属
欧当归属（学名：Levisticum）是伞形科下的一个属，为多年生高大草本植物。该属共有3种，分布于西欧、小亚细亚和伊朗。